# Frank Grimes
Frank Grimes er en fiktiv person i The Simpsons-universet. Han er kun med i afsnittet Homer's Enemy.
Hans stemme er indtalt af Hank Azaria.

## Biografi
Frank beskrives som en meget gnaven og rasende person, som hader Homer Simpson. Over for de øvrige kolleger på atomkraftværket forsøger han at bevise, at Homer har en intelligenskvotient som et 6-årigt barn. Det lykkes for ham, men de andre arbejdere blev ikke flove over ham. Derefter dør Grimes ved et uheld.